# Salvia pallida
Salvia pallida är en kransblommig växtart som beskrevs av George Bentham. Salvia pallida ingår i släktet salvior, och familjen kransblommiga växter. Inga underarter finns listade i Catalogue of Life.